# سيدني سيسيل روبنسون
سيدني سيسيل روبنسون هو سياسي كندي، ولد في 12 يناير 1870 في تورونتو في كندا، وتوفي في 30 أبريل 1943. حزبياً، نشط في حزب كندا المحافظ. وقد انتخب عضو مجلس العموم الكندي.